# Kyōtanba (Kioto)
Kyōtanba (京丹波町 Kyōtanba-chō?) es un pueblo localizado en la prefectura de Kioto, Japón. En junio de 2019 tenía una población de 13.215 habitantes y una densidad de población de 43,6 personas por km². Su área total es de 303,09 km².

## Geografía

### Localidades circundantes
- Prefectura de Kioto
  - Ayabe
  - Fukuchiyama
  - Nantan
- Prefectura de Hyōgo
  - Tanbasasayama

## Demografía
Según datos del censo japonés, la población de Kyōtanba ha disminuido en los últimos años.
| Año del censo | Población |
| ------------- | --------- |
| 1995          | 18.785    |
| 2000          | 17.929    |
| 2005          | 16.893    |
| 2010          | 15.732    |
| 2015          | 14.453    |